# Вим Мертенс
Вим Мертенс (14. мај 1953) белгијски је композитор, музиколог и певач. 
Он свира клавир и класичну гитару, а пева карактеристично високим гласом. Од 1980. претежно се бави компоновањем, а најпознатије му је дело "Struggle for Pleasure". 
Мертенсов стил је еволуирао од авангарде и експерименталне музике ка минимализму. Завршио је политичке и друштвене науке у Левену, а музикологију у Генту. Издао је преко 50 албума
Написао је књигу "Америчка минималистичка музика" у којој анализира рад Ла Монтија Јанга, Терија Рајлија, Стива Рајша и Филипа Гласа.

## Дискографија
Soft Verdict (Меретенс & Херман Лемахје)
- 1982 – For Amusement Only – The Sound of Pinball Machines (албум)
- 1982 – Vergessen (албум)
- 1983 – Struggle for Pleasure* (албум)
- 1984 – A Visiting Card (EP албум)
- 1985 – Usura* (албум)
- 1985 – Maximizing the Audience (албум)

Соло
- 1986 – Close Cover
- 1986 – A Man of no Fortune, and with a Name to Come
- 1986 – Hirose
- 1986 – Instrumental Songs
- 1987 – Educes Me**
- 1987 – The Belly of an Architect
- 1988 – Whisper Me
- 1988 – After Virtue
- 1989 – Motives for Writing
- 1990 – No Testament
- 1990 – Play for Me
- 1991 – Alle Dinghe - pt. I: Sources of Sleeplessness
- 1991 – Alle Dinghe - pt. II: Vita Brevis
- 1991 – Alle Dinghe - pt. III: Alle Dinghe
- 1991 – Stratégie De La Rupture'
- 1991 – Hufhuf
- 1992 – Houfnice
- 1992 – Retrospectives - vol. 1
- 1992 – Shot and Echo
- 1993 – A Sense of Place
- 1994 – Epic That Never Was
- 1994 – Gave van Niets - promo only
- 1994 – Gave van Niets - pt. I: You'll Never be Me
- 1994 – Gave van Niets - Part II: Divided Loyalties
- 1994 – Gave van Niets - pt. III: Gave van Niets
- 1994 – Gave van Niets - pt. IV: Reculer pour Mieux Sauter
- 1995 – Jeremiades
- 1996 – Entre Dos Mares
- 1996 – Lisa
- 1996 – Jardin Clos
- 1996 – Piano & Voice
- 1997 – Sin Embargo
- 1997 – Best of
- 1998 – In 3 or 4 Days
- 1998 – Integer Valor
- 1998 – Integer Valor - integral
- 1998 – And Bring You Back
- 1999 – Father Damien
- 1999 – Integer Valor – Intégrale
- 1999 – Kere Weerom - pt. I: Poema
- 1999 – Kere Weerom - pt. II: Kere Weerom
- 1999 – Kere Weerom - pt. III: Decorum
- 2000 – If I Can
- 2000 – Der Heisse Brei
- 2001 – At Home – Not at Home
- 2001 – Aren Lezen - promo only
- 2001 – Aren Lezen - pt. I: If Five is Part of Ten
- 2001 – Aren Lezen - pt. II: Aren Lezen
- 2001 – Aren Lezen - pt. III: Kaosmos
- 2001 – Aren Lezen - pt. IV: aRe
- 2002 – Years without History - vol. 1 – Moins de Mètre, Assez de Rythme
- 2002 – Years without History - vol. 2 – In the Absence of Hindrance
- 2002 – Years without History - vol. 3 – Cave Musicam
- 2002 – Wim Mertens Moment
- 2003 – Years without History - vol. 4 – No Yet, no Longer
- 2003 – Skopos
- 2004 – Years without History - vol. 5 – With no Need for Seeds
- 2004 – Shot and Echo (with Herman Lemahieu  & other musician as the music players only)/A Sense of Place (with PUT***) (2-CD)
- 2005 – Un Respiro
- 2006 – Partes Extra Partes
- 2007 – Receptacle
- 2008 – Platinum Collection
- 2008 – l'Heure du loup
- 2008 – Years without History - vol. 1–6
- 2008 – Years without History - vol. 7: Nosotros
- 2009 – Music and Film'
- 2009 – The World Tout Court
- 2009 – QUA
- 2010 – Zee versus Zed
- 2011 – Series of Ands/Immediate Givens
- 2011 – Open Continuum/Tenerife Symphony Orchestra (OST)
- 2012 – *Struggle for Pleasure
- 2012 – A Starry Wisdom
- 2012 – When Tool met Wood
- 2015 – Charaktersketch
- 2016 – What are we, locks, to do?
- 2016 – Dust of Truths
- 2017 – Cran aux Œufs
- 2017 - Nature's Largess (уживо)
- 2018 – That Which is Not
- 2019 - Certain Nuances Excepted (уживо)
- 2019 - Inescapable (4-CD компилација)
- 2020 - The Gaze of the West
- 2022 - Heroides